# Перес, Алан (велогонщик)
Алан Перес Лесаун (исп. Alan Pérez Lezaun; род. 15 июля 1982, Ерри) — испанский шоссейный велогонщик, выступавший на профессиональном уровне в период 2005—2012 годов в составе команд Orbea и Euskaltel-Euskadi. Участник супермногодневок «Тур де Франс», «Джиро д’Италия» и «Вуэльта Испании», победитель и призёр различных менее престижных гонок на шоссе.

## Биография
Алан Перес родился 15 июля 1982 года в городе Ерри автономного сообщества Наварра, Испания.
Впервые заявил о себе в 2001 году, когда в составе любительской команды Tegui Videoporteros финишировал вторым в гонке «Ансуола Сария», уступив только Давиду Лопесу Гарсии.
В период 2002—2004 годов представлял такие команды как Bodegas Castillo de Monjardín и Orbea-Olarra-Consultec. В это время отметился победой на «Сиркуйто Сольюбе», стал третьим на «Дорлетако Ама Сария», одержал победу на четвёртом этапе «Вуэльты Наварры». Принимал участие в шоссейном чемпионате мира в Вероне, где занял 22 место среди молодёжи в индивидуальной гонке с раздельным стартом.
Дебютировал на профессиональном уровне в 2005 году, присоединившись к новосозданной баскской команде Orbea, имевшей континентальный статус. 
Летом 2006 года перешёл в команду Euskaltel-Euskadi с лицензией UCI ProTour.
В 2007 году впервые выступил на супермногодневке «Вуэльта Испании», работал на лидеров команды Самуэля Санчеса и Игора Антона, которые стали в генеральной классификации третьим и восьмым соответственно. При этом сам Перес занял лишь 94 место.
В 2008 году в первый и единственный раз в своей карьере проехал гранд-тур «Джиро д’Италия». На шестом этапе предпринял успешный отрыв и финишировал вторым позади итальянца Маттео Приамо, вновь ехал в отрыве на восемнадцатом этапе, став на сей раз восьмым. В общем зачёте гонки расположился на 72 позиции. Также снова участвовал в «Вуэльте Испании», заняв на сей раз 69 место.
В 2009 году впервые стартовал на «Тур де Франс», но до конца не доехал — на девятнадцатом этапе не уложился в лимит времени. На «Тур де Франс» следующего сезона преодолел все этапы, в том числе запомнился участием в отрыве на первом этапе.
Находился в составе Euskaltel-Euskadi вплоть до окончания сезона 2012 года, продолжая принимать участие в крупнейших гонках по всему миру. В общей сложности ему довелось выступить на семи гранд-турах.